# ITRS
ITRS, International Terrestrial Reference System (Międzynarodowy Ziemski System Odniesienia) – geodezyjny, kinematyczny, geocentryczny, międzynarodowy przestrzenny system odniesienia.
System ITRS jest zbiorem procedur, ustaleń a także opisów modeli, które są niezbędne do zdefiniowania początku, skali (metryki), orientacji osi i zmienności w czasie Konwencjonalnego Ziemskiego Systemu Odniesienia (CTRS). System jest monitorowany przez Międzynarodową Służbę Ruchu Obrotowego Ziemi i Systemów Odniesienia – IERS. Fizyczną realizacją systemu ITRS jest układ ITRF (Międzynarodowy Ziemski Układ Odniesienia).
ITRS został zdefiniowany przez przestrzenny obrót względem nieobracającego się systemu geocentrycznego ICRS (Międzynarodowy Niebieski System Odniesienia). Podstawowymi założeniami układu są:
- geocentryczność
- określenie miary długości w układzie SI
- orientacja została zdefiniowana przez orientację BIH (Bureau International de l’Heure) na epokę 1984.0
- zmienność orientacji w czasie określona jest poprzez zastosowanie warunku, iż globalna suma poziomych ruchów tektonicznych Ziemi nie zawiera składowych obrotu.

Rozszerzeniem ITRS są regionalne systemy odniesienia wpasowane w ITRS. Przykładem takiego systemu jest ETRS89 (European Terrestrial Reference System 89).